# Killerjagd. Schrei, wenn du dich traust
Killerjagd. Schrei, wenn du dich traust ist ein deutscher Film des Genres Thriller von Regisseur Elmar Fischer aus dem Jahr 2009. Die Erstausstrahlung war am 8. Februar 2010 um 20:15 Uhr auf dem privaten Fernsehsender ProSieben zu sehen.

## Handlung
Auf dem Campus einer erlesenen Universität muss Anna Winter den Mord an einer jungen Frau aufklären. Umgeben von Studenten, die in erster Linie auf die eigene Karriere versessen sind, geht sie der Frage nach, ob sich die Frau selbst tötete oder ob sie jemand umgebracht hat. Anna Winter kommt mit ihren Ermittlungen nicht gut voran und hat dennoch das Gefühl, auf einer ganz heißen Spur zu sein. Doch zur Aufklärung des Falls fehlen ihr noch die Beweise. Das Team von Anna Winter vermutet, sie würde sich zu sehr in den Fall hineinsteigern. Ihr Beziehungsleben steht auch auf dem Prüfstand: Sie kann sich einfach nicht zwischen ihren Kollegen, dem Anwalt Phillip Rothkamm und dem ehemaligen Polizist Marco Lorenz, entscheiden. Am Ende jedoch überschlagen sich die Ereignisse und Anna ist auf die Mithilfe beider angewiesen, um den Fall zu lösen.

## Hintergrund
Der Fernsehfilm ist die zweite Spielfilmfortsetzung der Krimiserie Unschuldig. Ein erster Film mit dem Titel Killerjagd. Töte mich, wenn du kannst wurde am 21. September 2009 auf ProSieben ausgestrahlt. Der Film „Killerjagd. Schrei, wenn du dich traust“ wurde vom 21. Juli bis 18. August 2009 gedreht.